# Беллоніди
Беллоніди (кат. Bel·lònides ; ісп. Bellónidas фр. Bellonides) — знатний рід готського походження, володіння якого знаходилися в Лангедоці. Спочатку володіння дому розташовувалися близько Каркасона . Згідно середньовічним генеалогіям Беллоніди були предками Барселонського дому, представники якого були правителями ряду Каталонських графств, а пізніше стали королями Арагону, проте в даний час ця версія поставлена під сумнів.

## Історія
Родоначальником дому вважається Белло (Беллон) (ум.812). За його імені династія отримала в сучасній історіографії назву Беллоніди. Його існування є дискусійним . Вважається, що Белло мав готське походження і був родом з Конфлана. Імператор Карл Великий, проводячи політику призначення правителями прикордонних графств на півдні Франкської імперії представників готської знаті, призначив графом Каркассона Белло.
Дискусійним є питання кількості дітей Белло. Встановлено, що його синами вважаються бездітний Гіслафред I (пом. Бл. 821), успадкував батьківський пристол в Каркасоні, та Оліб I (пом.837), який успадкував Каркасон після смерті брата. Також Оліб володів графством Разі. Дискусійним є те, чи були синами Белло родоначальник Барселонського будинку Суніфред I (пом. 848) і родоначальник графів Ампурьяса і Русильона Суній I (пом. бл. 848) .
При синах Оліб I, династія розділилася на 2 гілки. За старшою гілкою, що йде від Оліба II (пом. бл. 879), в результаті закріпилися графства Каркасон та Роде. Після смерті молодшого сина Оліба II, Акфреда II (пом. бл. 934), графства успадкувала його донька Арсінда, що вийшла заміж за графа Комменжу і Кузерана Арно I, нащадки якого і успадкували все володіння. Молодший син Оліб II, Акфред I (пом. 906), одружився з Арсіндою, дочкою Бернара Плантвелю, маркіза Готії і маркграфа Аквітанії. В результаті в 918 році після смерті брата Арсіндії, герцога Аквітанії Гільома I Благочестивого, що не залишив дітей, його спадкоємцями стали сини Акфреда, Гійом II Молодий (пом. 926) і Акфред (пом. 927), вони послідовно володіли Аквітаніським герцогством. Гілка згасла зі смертю Бернара III, графа Оверні.

## Генеалогія
Белло (Беллон) (пом. 812), граф Каркасона
- Гіслафред I (пом. Бл. 821), граф Каркасона з 812
- Оліб I (пом. 837), граф Каркасона та Разі з бл. 821; 1-ша дружина: Ельметруда; 2-га дружина: Рікуільда
  - Оліб II (пом. Бл. 879), граф Каркасона та Разі 865—872, 872—875
    - Бенс (пом. 908), граф Каркасона та Разі з 906
    - Акфред II (пом. Бл. 934), граф Каркасона та Разі з 908
      - Арсінда (пом. після 959), графиня Каркасона та Разі; чоловік: з бл. 925/935 Арно I де Комменж (пом. Бл. 957), граф де Комменж й де Кузеран

  - Суніфред, абат Ла Грасса
  - Акфред I (пом. 906), граф Каркасона та Разі з 877; дружина: Аделінда, донька Бернара Плантвелю, маркіза Готії і маркграфа Аквітанії
    - Гійом II Молодий (пом. 926), герцог Аквітанії, граф Оверні та Макона з 918
    - Акфред (пом. 927), герцог Аквітанії, граф Оверні та Макона з 926
    - Бернар III (пом. після 932), граф Оверні
      - Етьєн
      - Бернар
- Ермізенда (пом. 860); чоловік: Суніфред I (пом. 848), граф Барселони, Урхеля і Серданом[3]
- Ротауда де Разі; чоловік: Аларік де Бланшфор
- (?) Суній I (пом. бл. 848), граф Ампурьяса і Русильона, родоначальник графів Ампур'яса і Русильона[4]